# Massenmord im nepalesischen Königshaus

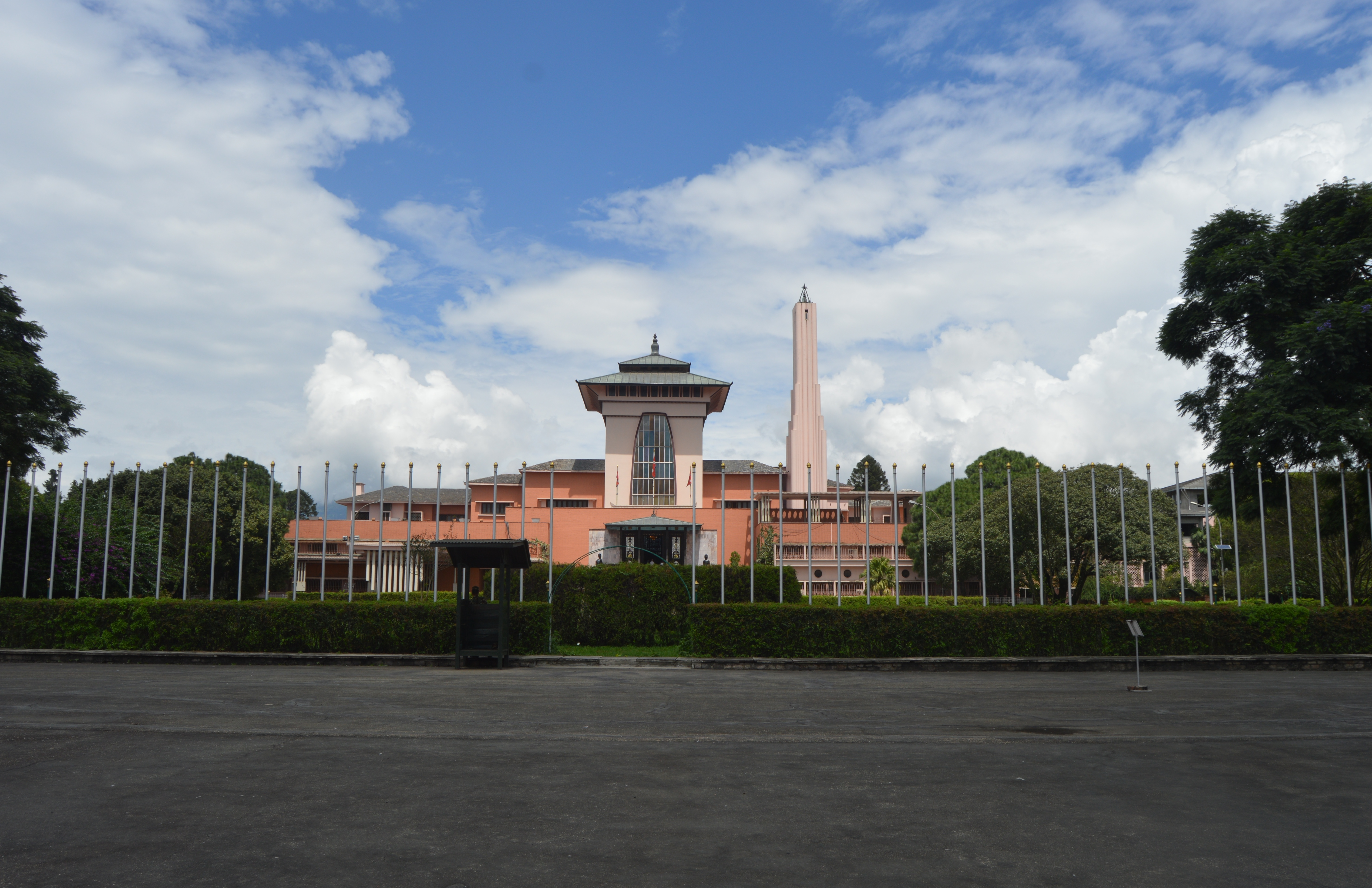
Der Narayanhiti-Palast in Kathmandu, der Schauplatz der Todesfälle

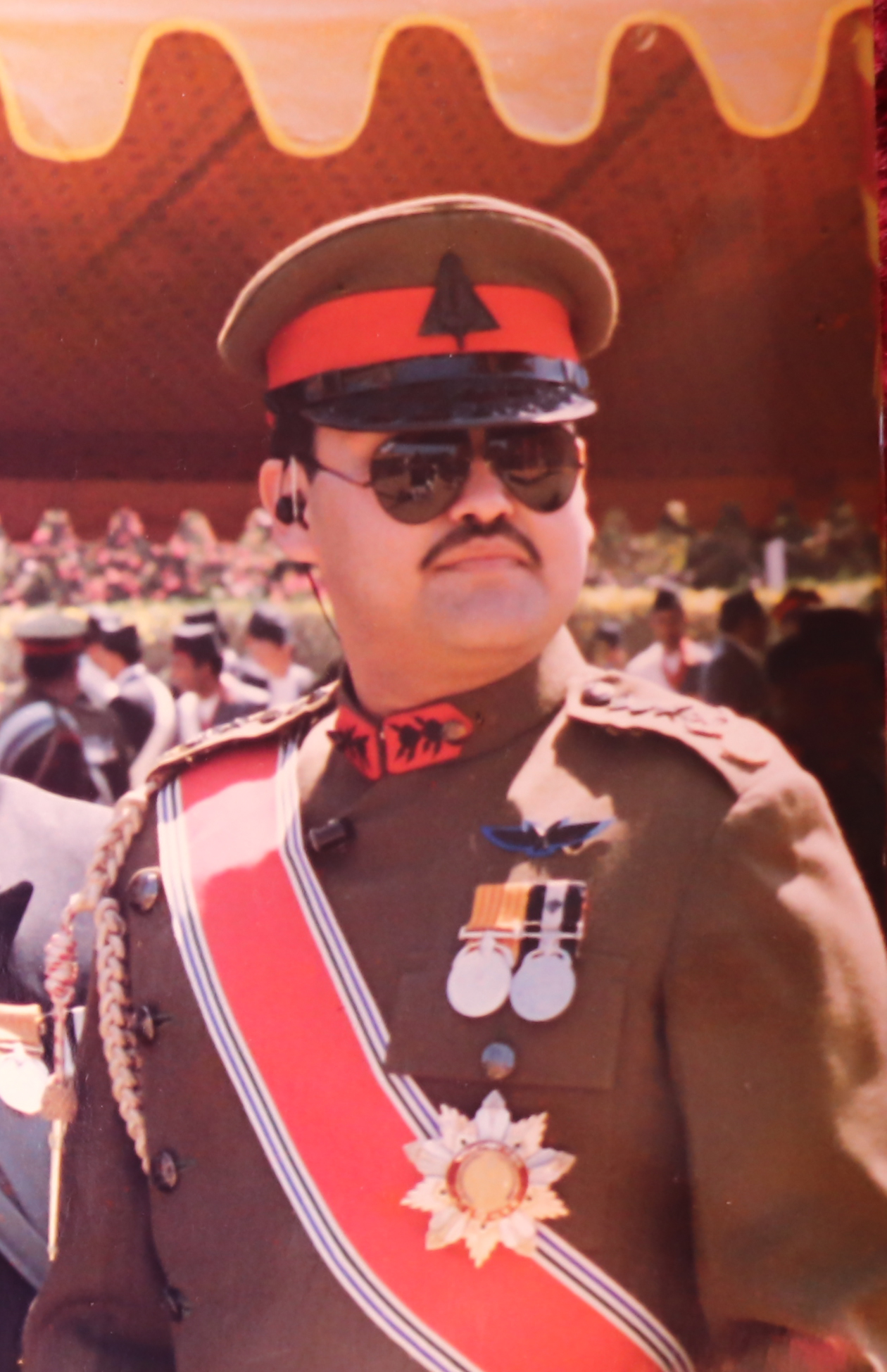
Der beschuldigte Kronprinz Dipendra

Der Massenmord im nepalesischen Königshaus ereignete sich am 1. Juni 2001. Durch Schüsse kamen zehn Mitglieder der königlichen Familie ums Leben, darunter auch der amtierende König Birendra.

## Tathergang
Nach dem offiziellen Untersuchungsbericht kam es bei einem gemeinschaftlichen Essen der Königsfamilie im Narayanhiti-Palast in Nepals Hauptstadt Kathmandu zum Streit. Kronprinz Dipendra habe dann plötzlich das Treffen verlassen, sei kurze Zeit später im Kampfanzug zurückgekehrt und habe mit einer automatischen Waffe um sich geschossen. Dipendra hatte zuvor zwei Gläser Whisky getrunken, Haschisch und eine andere Droge geraucht sowie mit seiner Verlobten Devyani Rana telefoniert. Nach der Tat soll Kronprinz Dipendra die Waffe gegen sich selbst gerichtet haben. Bei dem Massaker an der Königsfamilie starben unmittelbar:
- König Birendra
- Königin Aishwarya
- Prinz Nirajan (der jüngere Sohn des Königs)
- Prinzessin Shruti (die Tochter des Königs)
- Prinzessin Shanti (eine Schwester des Königs)
- Prinzessin Sharada (eine Schwester des Königs)
- Prinzessin Jayanti (eine Cousine des Königs)
- Kumar Khadga (Gemahl der Prinzessin Sharada)

Schwere Verletzungen erlitten der Kronprinz Dipendra selbst, Prinzessin Komal (Schwägerin König Birendras und Gemahlin des Prinzen und nachmaligen Königs Gyanendra), Prinzessin Shova (eine Schwester des Königs), Kumar Gorakh (Prinzessin Shrutis Gemahl) und Ketaki Singh (Cousine König Birendras). Prinz Dhirendra, der jüngste Bruder König Birendras, erlag wie Kronprinz Dipendra später seinen schweren Verletzungen.
Nach dem Massaker an der nepalesischen Königsfamilie rief der Staatsrat, dem alle wichtigen Politiker des Landes sowie vom Königshaus ernannte Mitglieder angehörten, am 2. Juni 2001 trotz des Tatverdachts und der schweren Verletzungen Kronprinz Dipendra zum neuen König aus und bestimmte zugleich seinen Onkel Gyanendra zum Regenten. König Dipendra, der seit dem Massaker im Koma lag, starb am 4. Juni 2001 in Kathmandu. Nach seinem Tod ernannte der Staatsrat Dipendras Onkel Prinz Gyanendra, der zum Tatzeitpunkt abwesend war, zum neuen König. Nach der Krönung kam es zu Unruhen und Protesten gegen den neuen König, bei denen ein Demonstrant getötet wurde.

## Mögliche Auslöser
Es wird spekuliert, dass ein Streit um den Heiratswillen des Kronprinzen Dipendra zu dessen Mordanschlag geführt habe. Da der König und die Königin einer Heirat von Dipendra mit Devyani Rana, die aus einer rivalisierenden Familie stammt, nicht zugestimmt hätten, habe dieser den Beschluss gefasst, seine Eltern und sich selbst umzubringen. Der Rana-Clan stellte bis in die 1950er Jahre den nepalesischen Premierminister, ein Titel, der ehemals erblich war, und übertraf dabei noch die politische und finanzielle Macht der Königsfamilie. Obgleich Augenzeugen davon berichten, Dipendra habe die Tat selbst verübt, wurde in der nepalesischen Öffentlichkeit über einen Mord im Auftrag Gyanendras spekuliert, welcher diesen in die Position des Thronfolgers bringen sollte. Diese Verschwörungstheorien werden auch von den Umständen getragen, dass just an diesem Abend der spätere König Gyanendra nicht anwesend war und der Rechtshänder Dipendra mit einer Schussverletzung an der linken Schläfe aufgefunden wurde. Sein mutmaßlicher Suizid wurde nicht beobachtet. Das Angebot einer kriminaltechnischen Untersuchung durch Scotland Yard wurde nicht wahrgenommen.
Das Ereignis vom 1. Juni 2001 wird gemeinhin für die vollständige Abschaffung der Monarchie 2008 mitverantwortlich gemacht, da das Vertrauen in das Königshaus erschüttert wurde und der populärere König Birendra zu Tode gekommen war.